# Krzysztof Witkowski (ur. 1959)
Krzysztof Witkowski (ur. 1959) – polski działacz sportowy, przedsiębiorca, prezes firmy Bruk-Bet, właściciel klubu piłkarskiego Bruk-Bet Termalica Nieciecza, burmistrz Żabna w latach 1990–1991.

## Życiorys
W 1983 ukończył studia na Akademii Górniczo-Hutniczej w Krakowie na kierunku technologia materiałów budowlanych. W 1984 założył rzemieślniczy Zakład Wyrobów Betonowych, który w 1992 przekształcony został w Bruk-Bet. 
W latach 1990–1991 pełnił funkcję burmistrza Żabna. Finansuje Publiczny Katolicki Zespół Szkół i Przedszkola im. Armii Krajowej w Niecieczy. 
Na początku XXI w. został właścicielem LKS Nieciecza, przemianowanego potem na Bruk-Bet Termalica Nieciecza. Drużyna w latach 2015–2018, 2021–2022 i od 2025 występuje w Ekstraklasie.
W 2023 został umieszczony na 86 miejscu na liście 100 najbogatszych Polaków magazynu „Forbes”.

## Odznaczenia i wyróżnienia
- Krzyż Oficerski Orderu Odrodzenia Polski (2024)[7]
- Krzyż Kawalerski Orderu Odrodzenia Polski (2020)[8][9]
- Złoty Krzyż Zasługi (2016)[9][10]
- Złoty Medal "Za Zasługi dla pożarnictwa" (2023)[11]
- Medal Stulecia Odzyskanej Niepodległości[9]
- Medal 100-lecia Odzyskania Niepodległości[9]
- Odznaka honorowa „Za zasługi dla budownictwa”[9]
- Pro Ecclesia et Pontifice[9]
- Tytuł Małopolanina Roku 2023[12]
- Diamentowa odznaka PZPN (2022)[13]
- Medal 110–lecia MZPN (2022)[14]
- Honorowy obywatel powiatu tarnowskiego (2016)[9]

## Życie prywatne
Mąż Danuty Witkowskiej (prezeski klubu piłkarskiego Bruk-Bet Termalica Nieciecza), ojciec Krzysztofa Witkowskiego (dyrektora sportowego Bruk-Bet Termalica Nieciecza).